# Ha Seok-jin
Ha Seok-jin (hangul: 하석진, hancha: 河錫辰; ur. 5 marca 1982 w Seulu) – południowokoreański aktor i model. Zadebiutował w 2005 roku jako model w reklamie Korean Air.

## Filmografia

### Filmy
| Rok  | Tytuł                       | Rola         |
| ---- | --------------------------- | ------------ |
| 2006 | Bang-gwahu oksang           | Kang Jae-koo |
| 2006 | Nuga geunyeo-wa jasseulkka? | Kim Tae-yo   |
| 2007 | Motmallineun gyeolhon       | Wang Ki-baek |
| 2008 | Yeoreum, soksak-im          | Yoon-soo     |
| 2016 | Joh-ahaejwo                 | Kang Min-ho  |

### Telewizja
| Rok  | Tytuł                          | Rola           | Stacja telewizyjna |
| ---- | ------------------------------ | -------------- | ------------------ |
| 2005 | Seulpeun yeon-ga               |                | MBC                |
| 2005 | Lulu gong-ju                   | Seok-jin       | SBS                |
| 2006 | Dr. Kkang                      | Kim Jin-kyu    | MBC                |
| 2007 | Saranghandamyeon ideulcheoleom | Kang-deo       | SBS/Mnet           |
| 2007 | Hello! Aegissi                 | Hwang Chan-min | KBS2               |
| 2007 | Drama City: Mugongjogguoejeon  | Park Jung-woo  | KBS2               |
| 2008 | Haengboghabnida                | Kang-seok      | SBS                |
| 2009 | Bapjwo!                        | Kim Yoon-soo   | MBC                |
| 2010 | Geosang Kim Man-deok           | Kang Yoo-ji    | KBS1               |
| 2010 | Once Upon a Time in Saengchori | Jo Min-sung    | tvN                |
| 2011 | Jigoneun motsal-a              | Lee Tae-young  | MBC                |
| 2011 | Naeil-i omyeon                 | Lee Young-gyun | SBS                |
| 2012 | Standby                        | Ha Seok-jin    | MBC                |
| 2012 | Mujashik sangpalja             | Ahn Sung-ki    | JTBC               |
| 2013 | Sang-eo                        | Oh Joon-young  | KBS2               |
| 2013 | Sebeon gyeolhonhaneun yeoja    | Kim Jun-goo    | SBS                |
| 2014 | Jeonseor-ui manyeo             | Nam Woo-suk    | MBC                |
| 2015 | D-Day                          | Han Woo-jin    | JTBC               |
| 2016 | Iron Lady                      | Park-ryeok     | tvN                |
| 2016 | Honsunnamnyeo                  | Jin Jung-suk   | tvN                |
| 2016 | 1%ui eotteon geot              | Lee Jae-in     | DramaX             |
| 2017 | Jachebalgwang office           | Seo Woo-jin    | MBC                |
| 2018 | Sireul ijeun geudaeege         | cameo, odc. 11 | tvN                |
| 2018 | Dangsin-ui House Helper        | Kim Ji-woon    | KBS2               |

### Teledyski
| Rok  | Tytuł                                                                 | Artysta            |
| ---- | --------------------------------------------------------------------- | ------------------ |
| 2005 | „As We Live”                                                          | SG Wannabe         |
| 2005 | „Sin and Punishment”                                                  | SG Wannabe         |
| 2006 | „Because I Love You”                                                  | SG Wannabe & SeeYa |
| 2007 | „Stay”                                                                | SG Wannabe         |
| 2008 | „I Miss You”                                                          | SG Wannabe         |
| 2013 | „Seulpeun-yagsog (That's My Fault)” (kor. 슬픈약속 (That's My Fault)) | Speed              |
| 2013 | „It's Over"                                                           | Speed              |
| 201  | „Along the Days”                                                      | Huh Gak            |

## Nagrody i nominacje
| Rok  | Nagroda                  | Kategoria                                                               | Wynik     |
| ---- | ------------------------ | ----------------------------------------------------------------------- | --------- |
| 2008 | 44. Baeksang Arts Awards | Najlepszy nowy aktor telewizyjny (Haengboghabnida)                      | Nominacja |
| 2008 | SBS Drama Awards         | New Star Award (Haengboghabnida)                                        | Wygrana   |
| 2014 | MBC Drama Awards         | Excellence Award, Actor in a Special Project Drama (Jeonseor-ui manyeo) | Nominacja |
| 2014 | SBS Drama Awards         | Excellence Award, Actor in a Serial Drama (Sebeon gyeolhonhaneun yeoja) | Nominacja |
| 2015 | 4. APAN Star Awards      | Excellence Award, Actor in a Serial Drama (Jeonseor-ui manyeo)          | Nominacja |